# Karl Mack von Leiberich
Karl Mack von Leiberich (25. srpna 1752, Nennslingen – 22. prosince 1828, Sankt Pölten) byl vojevůdce a podmaršálek rakouské armády. Známý je především díky pokusu zastavit postupující Napoleonovu armádu u Ulmu během války třetí koalice.

## Život
Narodil se Nennslingenu v Bavorsku a již v 16 letech nastoupil jako dobrovolník do armády. Zastával funkci vojenského zásobovatele u 2. karabinického pluku, kde sloužil jako rytmistr jeho strýc. Roku 1777 už zastával funkci důstojníka. Po vypuknutí války o bavorské dědictví si ho jako adjutanta podmaršála Kinského vybral do štábu na svém velitelství maršál Lacy. Ten se stal Mackovým mentorem a učitelem vojenské teorie. V době války s Tureckem stál v čele štábu generála kavalerie hraběte Kinského a po povýšení na podplukovníka sloužil pod maršálem Hadikem. Když se místo Lacyho vrchním velitelem stal velmi schopný Ernst Gideon von Laudon, dokázal si Mack díky svým schopnostem, prokázaným při organizaci přechodu vojska přes řeku Sávu, udržet místo v jeho štábu. Osobně vedl průzkum tureckých postavení kolem Bělehradu a účastnil se v říjnu 1789 jeho dobytí po dvouměsíčním obléhání, za což si vysloužil Tereziánský řád a také šlechtický titul svobodného pána. Během 1. koaliční války s revoluční Francií si ho roku 1793 jakožto schopného důstojníka, vzdělaného ve vojenské teorii, vybral princ Koburský za náčelníka štábu rakouské armády v Rakouském Nizozemí, dnešní Belgii. Zde Mack prokázal kromě schopností i osobní statečnost. Kvůli zdravotním problémům se odebral na svůj statek u Jihlavy, kde hodlal nabrat síly. Do služby se vrátil již v roce 1794 jako generálmajor. Byl autorem plánu bitvy u Tourcoingu, která však v květnu 1794 dopadla katastrofálně. Kvůli tomu a také kvůli svému zdravotnímu stavu znovu odstoupil. Roku 1798 byl na přání neapolského krále, jemuž hrozilo nebezpečí ze strany Francie, pověřen reorganizací neapolské armády. Zpočátku se mu dařilo, dokonce vytlačil Francouze z Říma, nakonec však 12. ledna 1799 Neapol padla. V roce 1799 koupil zmodernizovaný barokní zámek ve Vyklanticích. V roce 1802 byl Mack jmenován osobním pobočníkem císaře Františka II. a ujišťoval ho o výborném stavu armády, i když ve skutečnosti na tom byla podstatně hůř.

## Bitva u Ulmu
O dva roky později, v dubnu 1804 byl jmenován náčelníkem generálního štábu a pokoušel se před blížící se válkou reorganizovat armádu. Když příští rok v září k válce skutečně došlo, vytáhl Mack jako poradce formálního velitele, arcivévody Ferdinanda, s armádou hluboko do Bavorska, kde měl v úmyslu počkat na ruské spojence, generála Kutuzova. Když se však Rakušané dozvěděli, že jsou Francouzi už na Rýnu, vyrazili ještě více vpřed a zaujali pozici u města Ulm, kde mohli čelit každému francouzskému pokusu vyjít ze Schwarzwaldu a zastavit je před dalším postupem na Vídeň. Napoleon měl sice v plánu přiblížit se Dunaji u Ulmu, ale po nabytí nových informací se rozhodl postupovat něco dále na východ. Jízda maršála Murata prošla Schwarzwaldem, vázala na sebe Mackovu pozornost a držela ho tak na místě, aniž si všiml, že ho hlavní Napoleonovy sbory širokým obchvatem po křídlech odřízly od Rakouska a spojily se v jeho týlu. Mezitím je většina Napoleonových mužů obešla ze severu a Rakušané se ocitli v obklíčení. Mack i jeho izolovaní generálové se sice pokoušeli probojovat u Elchingenu i jinde, avšak neúspěšně a se značnými ztrátami. Když si uvědomil, co se děje, zůstal i přesto klidný a zmaten falešnými zprávami od Napoleonova agenta Schulmeistera, chtěl v Ulmu počkat na Rusy. Za to byl kritizován arcivévodou Ferdinandem i některými generály. Dne 15. října dokončili Francouzi obklíčení Ulmu, odkud do Chebu šťastně unikl arcivévoda Ferdinand, zahájili dělostřelecké bombardování a následně vyzvali Macka ke kapitulaci. Ten odmítl, neboť chtěl na sebe Francouze poutat, ti však byli už hluboko v jeho týlu. Tou dobou dorazili do Braunau am Inn na bavorské hranici 250 km daleko vyčerpaní Rusové generála Kutuzova. Trvalo jim ale další dva týdny, než se přeskupili a byli připraveni k dalšímu pochodu. Mezitím už ale bylo pozdě, neboť Mack v Ulmu podepsal ke 20. říjnu 1805 kapitulaci a na 30 000 zbylých rakouských vojáků z města vyšlo do zajetí. Rusové proto z Bavorska před francouzskou přesilou ustoupili na východ, což předznamenalo bitvu u Slavkova. Napoleon jako velkorysý vítěz propustil Macka a jeho důstojníky na čestné slovo na svobodu, ale v případě Macka to velká výhra nebyla. Císař ho se vzkazem od Napoleona odmítl přijmout.
Po návratu do Rakouska však v důsledku porážky s Napoleonem upadl u císařského dvora v nemilost a byl roku 1806 postaven před vojenský soud. Ten ho odsoudil k trestu smrti. Rakouský císař František mu však udělil milost a změnil rozsudek na dvacet let vězení. Veškeré vojenské pocty mu byly odebrány. Z žaláře Mack vyšel již v r. 1808 na základě přímluv u císaře. Zlomený a zahanbený odjel na svůj zámek ve Vyklanticích a žil tam v ústraní. Jen zpovzdálí pak sledoval převratné události napoleonských válek.
Vojenských poct se znovu dočkal až v roce 1819, kdy mu byly navráceny.